# 다이메톡시에테인
다이메톡시에테인(Dimethoxyethane, DME) 또는 디메톡시에탄, 모노글림(monoglyme)은 특히 배터리의 용매로 사용되는 무색의 비양성자성 액체 에터이다. 디메톡시에테인은 물과 섞일 수 있다.

## 생성
모노글림은 다이메틸 에터와 산화 에틸렌의 반응을 통해 산업적으로 생산된다.
CH3OCH3 + CH2CH2O → CH3OCH2CH2OCH3